# Театр комедии (Будапешт)
Будапе́штский теа́тр коме́дии (театр «Виг» — «Весёлый», венг. Vígszínház) — драматический театр в Будапеште.

## История
Театр, основанный на рубеже XIX и XX веков в противовес консервативному Национальному театру, стал первым заведением венгерской драмы и одним из старейших среди ныне действующих театров в стране.
Первым директором театра был Мор Дитрой из Коложвара, который пригласил в труппу молодых актёров, незнакомых будапештской публике того времени. Им довольно быстро удалось создать уникальный и современный по тем временам репертуар, который отличался от афиш классических театров и включал французские комедии, современные венгерские (Ференца Мольнара, Шандора Броди, Энё Хельтаи), а также зарубежные — в частности, драмы И. Шоу, Б. Брехта, А. П. Чехова. В дальнейшем театр стал домом и первой сценой для когорты выдающихся венгерских драматургов.
В настоящее время Будапештский театр комедии является одним из самых успешных театральных заведений города, в 2000-е годы его ежегодно посещали около 350 000 человек.

## Здание театра
Здание Будапештского театра комедии было спроектировано известным австрийским архитектурным бюро «Фельнер и Гельмер», которые работали над 47 зданиями театров по всей Европе. Выбранная под застройку территория ранее представляла собой болото, но уже спустя нескольким лет после возведения театра развилась в престижный буржуазный район Липотварош. Строительные работы начались в 1895 году и продолжались в течение года, завершившись 1 мая 1896 года. Три основных составляющих интерьера здания — сцена, партер и большое фойе — представляют собой яркий образец историзма, где достаточно большие размеры сочетаются с барочным декором, в том числе в позолоте.
В конце Второй мировой войны, 1 января 1945 года здание Будапештского театра комедии было повреждено попаданием бомбы, в результате чего труппа вынуждена была переехать в помещение кинотеатра «Радиус» на улице Надьмезё. Восстановительные работы начались под наблюдением Оскара Кауфманна. Как и остальные культурные учреждения, Театр комедии был национализирован в 1949 году (к тому времени он действовал как частное учреждение). В 1951 году театр открылся под новым названием — Театр народной армии. Оригинальное название театру было возвращено в 1960 году, и уже вскоре он стал главным центром тогдашнего венгерского драматического искусства — здесь происходили постановки пьес таких известных венгерских драматургов XX века, как Габор Турзо, Дьюла Ийеш, Иштван Эркень, а также зарубежных классиков Артура Миллера и Фридриха Дюрренматта. В 1967 году было открыто отделение Будапештского театра комедии «Пештский театр» с залом на 530 зрителей на улице Ваци. В 1994 году в основном здании театра были произведены масштабные ремонтные работы.